# 寿大聡
寿大 聡（じゅだい さとし、1981年2月19日 - ）は、日本の俳優及びプロデューサー。埼玉県出身。身長172cm。

## 概要
- LIB POSSE entertainment LLC 所属。日本を代表する俳優・仲代達矢が主宰する無名塾出身。
  - 2013年、三池崇史監督作品『地球兄弟』に主演。
  - ローマ国際映画祭2013に『地球兄弟』が選出され、三池崇史監督とともに参加、レッドカーペットを歩く。
  - 同映画祭にはスカーレットヨハンソン、ジェニファーローレンス、ホアキンフェニックス、生田斗真等が参加。
  - 特技および趣味は時代殺陣、現代殺陣、乗馬、映画鑑賞、水泳、スキー、スノーボード、ハンドボール、ボクシング。

## 来歴
- 埼玉県北葛飾郡吉川町（現︰吉川市）出身。
  - 2003年、学生時に役所広司に憧れ、役所が在籍していた「演劇の東大」と言われる難関「無名塾」を受験。
  - ４次までの審査を乗り越え合格。
  - 第26期生として無名塾入塾。
  - 入塾後は2003年『森は生きている』2004年『いのちぼうにふろう物語』共に半年間に及ぶ約140ステージの全国公演に出演。
  - 2008年6月、新宿紀伊国屋ホールに於いて『長崎の鐘』の主人公・永井隆博士役にて主演を果たす。
  - 2010年、俳優座劇場に於いて、直木賞作家佐々木譲原作の『婢伝五稜郭』に主演。
  - 2012年、佐々木譲新作小説『地層捜査』の舞台化に主演。
  - 同年、葉室麟原作直木賞受賞作『蜩ノ記』のNHKラジオドラマ化に主演。
  - 同年、三池崇史監督作品『地球兄弟』に主演。
  - 2013年、三池崇史監督作品『地球兄弟』（英題：BLUE PLANET BROTHERS）がローマ国際映画祭に選出。監督とともに同映画祭に参加する。
  - 2019年4月クールより、自身初の冠番組『さとしとはつき』がスタートする。
  - 2021年2月、自身が代表を務めるプロダクション「LIB POSSE entertainment 合同会社」を設立。
  - 2021年9月、Audio Photo Cinema『廃墟に乞う』を初プロデュース。加藤雅也とW主演を務める。

## 人物
- 大学時代教師を目指すも、映画俳優への憧れが強くなり、無名塾の受験を友人に勧められ受験。
- 以後、連日にわたって師匠仲代達矢からマンツーマンの演技指導、及び俳優としての振る舞いや身だしなみを厳しく教育される。
- 寿大以降、無名塾では数年間新入塾者の募集をしなかったため何年経っても一番下であった。
- 『廃墟に乞う』で直木賞を受賞した作家佐々木譲の目に留まり、以後佐々木譲作品の舞台化では主演をつとめる。佐々木譲による小説『地層捜査』、小説『代官山コールドケース』の水戸部裕刑事シリーズは寿大への当て書き作品である。
- 俳優の加藤雅也、タレントの清水国明と特に親交が深い。
- 二児の父。

## 出演

### テレビドラマ
- 泣いてもいい夜（2006年、NHK） - 父を亡くした青年 役
- 生物彗星WoO（2006年、NHK BS） - 整備兵役
- 大河ドラマ「龍馬伝」 （2010年、NHK） - 土佐藩士役
- 釣り刑事 （2010年、TBS） - 黒川亮役
- 赤い指 〜新参者正月スペシャル〜（2011年、TBS） - 若手社員 役
- 最高の人生の終り方〜エンディングプランナー〜（2012年、TBS） - 刑事 役
- 制服捜査（2012年、TBS） - 柴田刑事 役
- 剣客商売（2012年、フジテレビ） - 永井右京 役
- 好好!キョンシーガール（2012年、テレビ東京） - イケメンキョンシー 役
- TAKE FIVE〜俺たちは愛を盗めるか〜（2013年、TBS） - 服部勇司 役
- ファイヤーレオン シーズン1（2013年、TOKYO MX　レギュラー）- 比山まさはる 役
- ファイヤーレオン シーズン2（2013年、TOKYO MX　レギュラー） - 比山まさはる 役
- 教室ハッカー 「馬場千代子40歳 いけない夏の大三角形」（2014年、WOWOW） - 藤山昭雄 役
- 警視庁捜査一課9係 season9（2014年、テレビ朝日） - 正樹剣人 役
- 匿名探偵（2014年、テレビ朝日） - 小田切隼人役
- 人類学者・岬久美子の殺人鑑定5（2014年、テレビ朝日） - 飯塚洋 役
- すべてがFになる （2014年、フジテレビ） - 長谷部聡 役
- 出入禁止の女〜事件記者クロガネ〜 （2015年、テレビ朝日） - 永田友喜 役
- 犯罪心理学教授・兼坂守の捜査ファイル2（2015年、テレビ朝日） - 葛西崇史 役
- おかしな刑事12（2015年、テレビ朝日） - 安田晴男 役
- デスノート（2015年、日本テレビ） - 尾々井剛 役
- SICKS〜みんながみんな、何かの病気〜（2015年、テレビ東京） - 公務員戦隊コンプラーイエロー 役
- 遺産争族（2015年、テレビ朝日　10月 - 12月レギュラー） - 御浜高次 役
- 臨床犯罪学者 火村英生の推理（2016年、日本テレビ） - 呉陽太郎 役
- 制服捜査2（2016年、TBS） - 前川正一 役
- 警部補・佐々木丈太郎8（2016年、フジテレビ） - 中島照男 役
- 松本清張ドラマスペシャル・地方紙を買う女〜作家・杉本隆治の推理（2016年、テレビ朝日） - 高見悟 役
- ゆとりですがなにか（2016年、日本テレビ） - 後藤次男 役
- 警視庁捜査一課9係 season11（2016年、テレビ朝日） - 藤堂亘 役
- 叡古教授の事件簿 ドラマスペシャル（2016年、テレビ朝日） - 沢田晃 役
- 人類学者・岬久美子の殺人鑑定6（2016年、テレビ朝日） - 飯塚洋 役
- せいせいするほど、愛してる（2016年、TBS　7月 - 9月レギュラー） - 高田義彦 役
- 制服捜査3（2016年、TBS） - 山口巡査 役
- THE LAST COP/ラストコップ（2016年、日本テレビ） - 平林 役
- 嫌われる勇気（2017年1月 - 3月レギュラー、フジテレビ） - 土方登志郎 役
- 花嵐の剣士〜幕末を生きた女剣士・中澤琴〜（2017年、NHK） - 左右田宇八 役
- 警視庁特命刑事☆二人2（2017年、テレビ東京） - 国枝征之 役
- 女囚セブン（2017年、4月 - 6月レギュラー、テレビ朝日） - 本郷和也 役
- アイドル×戦士ミラクルちゅーんず!（2017年、テレビ東京） - ジュピター和夫 役
- 人類学者・岬久美子の殺人鑑定7（2017年、テレビ朝日） - 飯塚洋 役
- 沈黙法廷（2017年、9月 - 10月レギュラー、WOWOW） - 石橋康 役
- 隣の家族は青く見える（2018年、1月 - 3月レギュラー、フジテレビ） - 倉持充 役
- ドラマスペシャル「白日の鴉」（2018年、テレビ朝日） - 井垣刑事 役
- ドラマスペシャル「復讐捜査〜警察犬と刑事の殺人追跡行〜」（2018年、テレビ朝日） - 向島刑事 役
- 日曜プライム 「温泉若おかみの殺人推理30」（2019年、テレビ朝日） - 浜谷直樹 役
- 人類学者・岬久美子の殺人鑑定（2019年、テレビ朝日）- 飯塚洋 役
- ファントミラージュ（2019年、テレビ東京）- 怪人20面相 役
- ノーサイド・ゲーム 第4話（2019年、TBS） - 石井 役
- 監察医 朝顔　最終回（2019年、フジテレビ）- 建設員 役
- 恋はつづくよどこまでも（2020年１月ー３月レギュラー） ‐ 沢渡真也　役

### ウェブドラマ
- テラフォーマーズ　新たなる希望（2016年、dTV　全三章レギュラー　山口義高監督　監修三池崇史監督） - 神山役
- 77部署合体ロボダイキギョー ドラマ・伝え方が9割（2017年11月29日、3話，5話，7話，10話、AmazonPrimeビデオ） - 日座耕三 役

### 映画
- 十三人の刺客（2010年　三池崇史監督） - 明石藩士 役
- SPACE BATTLESHIP ヤマト（2010年　山崎貴監督） - 整備士 役
- 五日市物語（2011年　小林仁監督） - 黒田真三郎 役
- CMタイム（2012年11月10日公開　久保田誠二監督） - 中島新一 役
- 天地明察（2012年9月15日公開　滝田洋二郎監督） - 公家侍従 役
- 地球兄弟（2012年10月〜WEB公開中　主演　三池崇史監督） - 宇宙人 役
- 藁の楯（2013年4月26日公開　三池崇史監督） - 刑務官 役
- クラブアンダルシア（2013年公開　和田秀樹監督） - 成金 役
- 地球兄弟2（2013年〜WEB公開中　主演　三池崇史監督） - 宇宙人 役
- BLUE PLANET BROTHERS（邦題：地球兄弟）（2013年　主演　ローマ国際映画祭にて上映　三池崇史監督）
- 土竜の唄（2014年2月15日公開　三池崇史監督） - 空港鑑識官 役
- PLAN B 短編作品（2016年　ショートショートフィルムフェスティバル＆アジア2016にてプレミア上映　横尾初喜監督） - 父 役
- ゾウを撫でる（2017年公開　佐々部清監督） - 小玉 役
- ゆらり（2017年11月4日公開　横尾初喜監督） - 大島淳 役
- ウスケボーイズ（2018年10月20日公開　柿崎ゆうじ監督） - 伊藤繁之 役
- こはく（2019年7月6日公開予定　横尾初喜監督） - 越野啓介 役

### 舞台
- 森は生きている（2003年、ル テアトル銀座・ほか地方公演） - 六月の精役
- いのちぼうにふろう物語（2004年、東京芸術劇場・ほか地方公演） - 岩蔵役
- 龍か、あれは俺の友だち（2005年、青年座） - 刑事、新撰組隊士役
- 帰去来（2005年、紀伊国屋サザンシアター） - 南里光義役
- 初代司法卿　江藤新平（2005年、地方公演） - 桂小五郎役
- ハムレット（2006年、宗谷ROCKETS） - レアティーズ役
- 戊辰戦争（2006年、紀伊国屋ホール） - 土方歳三役
- さすらい－種田山頭火の生涯－（2007年、紀伊国屋ホール） - 青年期の種田山頭火役
- 帰去来（2007年、長崎・佐賀・鹿児島公演） - 信次郎役
- ジンギスカン（2008年、ル テアトル銀座　正月公演） - 衛兵長役
- 長崎の鐘（2008年、主演　紀伊国屋ホール　長崎ブリックホール他、九州各地） - 永井隆役
- エッフェル塔の潜水夫（2008年、主演　浜離宮朝日小ホール） - ファンファン役
- 冬物語（2008年、光が丘IMAホール） - 道化役
- ハムレット （2008年、新宿シアターモリエール） - 座長役
- ダウン・バイ・ロウ （2009年、新宿シアターモリエール） - 亮役
- 月葬 （2009年、主演　中野 ザ・ポケット） - 謎の男役
- 石の海 （2010年、主演　一ツ橋ホール） - ゼーベリン役
- 夢の海賊 （2010年、新宿シアターモリエール） - 猿役
- 婢伝五稜郭（2010年 主演 俳優座劇場） - 兵頭俊作役
- 荒木町ラプソディー 〜地層捜査〜（2012年　2月　主演　新宿雑遊） - 水戸部裕役
- 荒木町ラプソディー 〜地層捜査〜（2012年　11月　主演　シアターX　佐々木譲フェスティバルにて） - 水戸部裕役
- 五稜郭残党伝（2014年4月　主演　六本木俳優座劇場） - 蘇武源次郎役
- 夜を急ぐ者よ（2015年5月　主演　六本木俳優座劇場） - 原口泰三役
- トワイライトムーン（2018年10月　主演　中目黒キンケロシアター） - 越川秀雄役
- Audio Photo Cinema「廃墟に乞う」（2021年9月　主演　両国シアターX　・　12月　札幌クリエイティブスタジオ） ‐ 古川幸男役
- Audio Photo Cinema「宝島」（2022年９月　主演　札幌クリエイティブスタジオ）‐ ジョン・シルバー役

### バラエティ
- 林修先生の見れば納得!ギジンカイメイ（2016年、NHK） - 頭部警察 ハンド刑事 役
- 痛快TVスカッとジャパン（2017年、フジテレビ） - 田中祐樹 役
- さとしとはつき（2019年、４月～６月tokyoMX）初MC番組

### ラジオ
- 加藤雅也のBANG　BANG　BANG ！（2018年、対談ゲスト出演）

### FMNHK青春アドベンチャーラジオドラマ
- 『失われた地平線』（2010年、NHK　レギュラー　全10回） - マリンソン役
- 『フランケンシュタイン』（2011年、NHK　レギュラー　全10回） - ロバートウォルトン役
- 『蜩ノ記』（2012年、主演、NHK　全10回） - 檀野庄三郎役
- 『月蝕島の魔物』（2012年、NHK　レギュラー　全10回） - クリストルゴードン役
- 『幻坂 枯野　前編後編』（2014年、主演、NHK　9, 10話） - 次郎兵衛役
- 『スペースマシン』（2015年、主演、NHK　全10回） - エドワードターンブル役
- 『女だてら』（2021年、主演　NHK　全１５回）　‐ 石上玖左衛門役

### 雑誌連載
- WEBマガジン「FILT」　「寿大聡のコラム侍」（2015年6月号〜2017年3月号まで連載　毎月20日更新）
- WEBマガジン「FILT」　対談企画「寿大聡のトーク侍」（2017年5月号〜2019年8月号新）
  - 対談ゲスト
    - 第一回目 - 佐々木譲（直木賞作家）
    - 第二回目 - 三池崇史（映画監督）
    - 第三回目 - 伊與田英徳（TBSプロデューサー）
    - 第四回目 - 木下ほうか（俳優）
    - 第五回目 - 真銅健嗣（NHKプロデューサー）
    - 第六回目 - 飯豊まりえ（女優）
    - 第七回目 - 渡邉翔、大塚航二郎(ともに無名塾俳優)
    - 第八回目 - 柿崎ゆうじ（映画監督）
    - 第九回目 - 横尾初喜（映画監督）
    - 第十回目 - 加藤雅也（俳優）
    - 第十一回目 - さとう珠緒（女優）
    - 第十二回目 - 冨田三起子（国際映画祭コーディネーター）
    - 第十三回目 - 樋口泰子（女優）